# Lycaena pseudophlaeas
Lycaena pseudophlaeas är en fjärilsart som beskrevs av Lucas 1865. Lycaena pseudophlaeas ingår i släktet Lycaena och familjen juvelvingar. Inga underarter finns listade i Catalogue of Life.